# Cantone di Châtel-sur-Moselle
Il Cantone di Châtel-sur-Moselle era una divisione amministrativa dell'arrondissement di Épinal.
È stato soppresso a seguito della riforma complessiva dei cantoni del 2014, che è entrata in vigore con le elezioni dipartimentali del 2015.
Comprendeva i comuni di:
- Badménil-aux-Bois
- Bayecourt
- Châtel-sur-Moselle
- Chavelot
- Damas-aux-Bois
- Domèvre-sur-Durbion
- Frizon
- Gigney
- Girmont
- Hadigny-les-Verrières
- Haillainville
- Igney
- Mazeley
- Moriville
- Nomexy
- Oncourt
- Pallegney
- Rehaincourt
- Sercœur
- Thaon-les-Vosges
- Vaxoncourt
- Villoncourt
- Zincourt